# Amphioctopus varunae
Amphioctopus varunae is een inktvissensoort uit de familie van de Octopodidae. De wetenschappelijke naam van de soort is voor het eerst geldig gepubliceerd in 1971 door Oommen.